# Lotte Tschierschky
Lotte Tschierschky, geb. Wegeleben (* 27. Mai 1908 in Beuthen; † 28. Dezember 1987 in Karl-Marx-Stadt) war eine deutsche Kupferstecherin.

## Leben und Werk
Lotte (eigentlich Charlotte) Wegeleben war eine von drei Töchtern des gelernten Gastwirts August Wegeleben. Dieser betrieb ab etwa 1912 als Pächter das 1889/90 erbaute große Hotel Hohenzollernhof in Görlitz. Er nahm als Soldat am Ersten Weltkrieg teil. Um 1918 erwarb er das Hotel und später das Ausflugs- und Versammlungslokal Hohenzollernburg am Fuße der Landeskrone. Das Adressbuch von 1923 erwähnt ihn schon nicht mehr.
Charlotte Wegeleben absolvierte das Görlitzer Lyzeum und erlernte den Beruf der Kindergärtnerin. Sie schloss sich der Wandervogel-Bewegung an, wo sie sich mit Literatur und der Frauen-Emanzipation beschäftigte. Ab 1928 besuchte sie in Bautzen an Nachmittagen die Mal- und Zeichenschule von Johannes Wüsten, mit dem sie entfernt verwandt war. Dort gehörte sie mit den anderen Schülerinnen und Schülern zu einer kleinen eingeschworenen Gruppe, die auch ihre Freizeit gemeinsam gestaltete. Sie trat aus der Kirche aus und rebellierte an der Seite Wüstens gegen die „gutbürgerliche Gesellschaft“. 1930 schuf Wüsten von Lotte Wegeleben einen Kupferstich (23,5 × 17,7 cm), in der sie als emanzipierte junge Frau zu sehen ist. Mit Wüsten, Gertrud Lerbs-Bernecker und dem Glasarbeiter Josef Bankay aus Penzig (heute Pieńsk) bildete sie bis 1931 die vielgelobte Bautzener Stechergruppe, die gemeinsam ihre Kupferstiche ausstellte. Als Lotte Wegeleben 1931 in einer Berliner Ausstellung Kupferstiche von Eddy Smith (1896–1957) sah, war sie begeistert. Sie fühlte sich als Kupferstecherin bestätigt und angeregt. Ihre Kupferstiche fanden Beachtung. Wenn deutsche Kupferstecher genannt wurden, war auch von ihr die Rede. Museen und private Sammler erwarben ihre Blätter. Die Galerist Wolfgang Gurlitt bot ihr einen Vertrag an. Das vorliegende Material lässt nicht erkennen, weshalb dieser nicht zustande kam.
Lotte Wegeleben war Mitglied der Arbeitsgemeinschaft der Lausitzer Bildenden Künstler und u. a. 1933 in Bautzen an deren letzter Ausstellung vor der Machtergreifung der Nationalsozialisten mit drei Zeichnungen und zwei Kupferstichen vertreten.
1934 zog Charlotte Wegeleben aus Groß-Biesnitz nach Berlin zu Siegfried Tschierschky, den sie später heiratete. Ihre Freundschaft zu Wüsten blieb bestehen. Nachdem die Gestapo Wüsten inhaftiert hatte, gelang es ihr, ihn 1943 zweimal im Untersuchungsgefängnis Moabit zu besuchen.
In der Zeit des Nationalsozialismus war sie Mitglied der Reichskammer der bildenden Künste. Aber die Nazi-Herrschaft beeinträchtigte sichtlich ihre künstlerische Aktivität. Es sind lediglich zwei Ausstellungen belegt, an denen sie teilnahm. Sie widmete sich nun vor allem der Familie mit Mann und Kind. Kupferstiche fertigt sie nur noch zum Broterwerb als Auftragsarbeiten für Briefmarken- und Architekturentwürfe. Außerdem arbeitete sie, vermutlich als Zuarbeit für ihren Mann, als Plastikerin. Das Adressbuch verzeichnete sie mit der Angabe „Bauplastik“ z. B. 1943 in der Brandenburgstraße 58, wo auch ihr Mann als Bildhauer verzeichnet ist. Nahezu alle ihr künstlerischen Werke wurden beim Bombardement des Hauses vernichtet.
Auch nach 1945 erreicht sie nicht mehr die Stärke ihrer früheren Arbeiten. Sie gab noch privaten Unterricht, so 1982 bis 1985 für den Grafiker Ulrich Karl-Kurt Köhler (* 1956).
Kupferstiche Lotte Tschierschkys befinden sich in Museen, öffentlichen und privaten Sammlungen.

## Zeitgenössische Rezeption derStecher Gruppe
„Bei ihnen konzentriert sich ein spröder, beharrlicher Schaffensernst auf das Ziel, die ganze Akribie und Entschiedenheit stecherischer Gestaltung in den Dienst unbeschönigend, ja quälend genauer Aufnahme merkwürdiger Naturgebilde oder solcher Szenen zu stellen, die durch ein grausames Geschehen wie durch heimliche Sarkasmen erschrecken. Anfängliche Orientierung an der Thematik und zeichnerische Form der altdeutschen Stecherkunst ist bereits zugunsten eigenwilliger Aktualität bis auf geringe Rückstände aufgegeben.“
Willi Wolfradt, 1929
„Hier wird mit aller Intensität die Neueroberung der Grabsticheltechnik aus dem Geiste einer klarsichtigen, kritisch geschärften Welterkenntnis betrieben.“

## Ausstellungen in der Zeit des Nationalsozialismus
- 1935: Gleiwitz, Ausstellungshalle am Hauptbahnhof (Kunstausstellung des Künstlerbundes Oberschlesien)
- 1935: Leipzig, Museum der Bildenden Künste („Deutsche Graphikschau“)